# Tata Open 2009
Die Tata Open 2009 im Badminton fanden vom 1. bis zum 5. Juli 2009 in Mumbai im Cricket Club of India (CCI) im Brabourne Stadium in der Dinshow Vachha Road in Churchgate statt.

## Sieger und Platzierte
| Disziplin    | Gold                       | Silber                             | Bronze                            |
| ------------ | -------------------------- | ---------------------------------- | --------------------------------- |
| Herreneinzel | Chetan Anand               | Anand Pawar                        | Kashyap Parupalli                 |
| Herreneinzel | Chetan Anand               | Anand Pawar                        | R. M. V. Gurusaidutt              |
| Dameneinzel  | Sayali Gokhale             | Neha Pandit                        | Trupti Murgunde                   |
| Dameneinzel  | Sayali Gokhale             | Neha Pandit                        | Gayatri Vartak                    |
| Herrendoppel | Rupesh Kumar Sanave Thomas | Tarun Kona Arun Vishnu             | Jaseel P. Ismail Jaison Xavier    |
| Herrendoppel | Rupesh Kumar Sanave Thomas | Tarun Kona Arun Vishnu             | Akshay Dewalkar Jishnu Sanyal     |
| Damendoppel  | Aparna Balan Shruti Kurien | Pradnya Gadre Nitya Sosale         | Anjali Kalita Jyotshna Polavarapu |
| Damendoppel  | Aparna Balan Shruti Kurien | Pradnya Gadre Nitya Sosale         | Bibari Basumatary Oli Deka        |
| Mixed        | Arun Vishnu Aparna Balan   | Valiyaveetil Diju Ashwini Ponnappa | Tanveer Gill Mohita Sehdev        |
| Mixed        | Arun Vishnu Aparna Balan   | Valiyaveetil Diju Ashwini Ponnappa | Manuel Vineeth Saumya Padhye      |